# Karbik
Karbik (1951 m n.p.m.) – ostro wcięta, niewielka przełęcz w Tatrach Wysokich, położona w grzbiecie Wołoszyna, oddzielającym Dolinę Waksmundzką od Doliny Roztoki i Doliny Białki.
Przełęcz jest ostatnią na wschód głębszą przełęczą masywu. Oddziela od siebie Wierch nad Zagonnym Żlebem po stronie południowo-zachodniej oraz Turnię nad Dziadem po stronie północno-wschodniej. Spod przełęczy na wschód opada do Wodogrzmotów Mickiewicza Zagonny Żleb, od którego nazwę wziął Wierch nad Zagonnym Żlebem. Zbocza od strony Doliny Waksmundzkiej opadają natomiast do Waksmundzkiej Równicy.
Przez masyw Wołoszyna przeprowadzona została na początku XX wieku przez ks. Walentego Gadowskiego trasa Orlej Perci. Odcinek od Polany pod Wołoszynem do Krzyżnego od wielu lat jest jednak zamknięty, cały masyw Wołoszyna został natomiast objęty ścisłą ochroną i wyłączony z ruchu turystycznego i taternickiego. Dawna Orla Perć prowadzi poniżej przełęczy Karbik, na tym odcinku jest to tzw. Wyżnia Perć.

## Przypisy

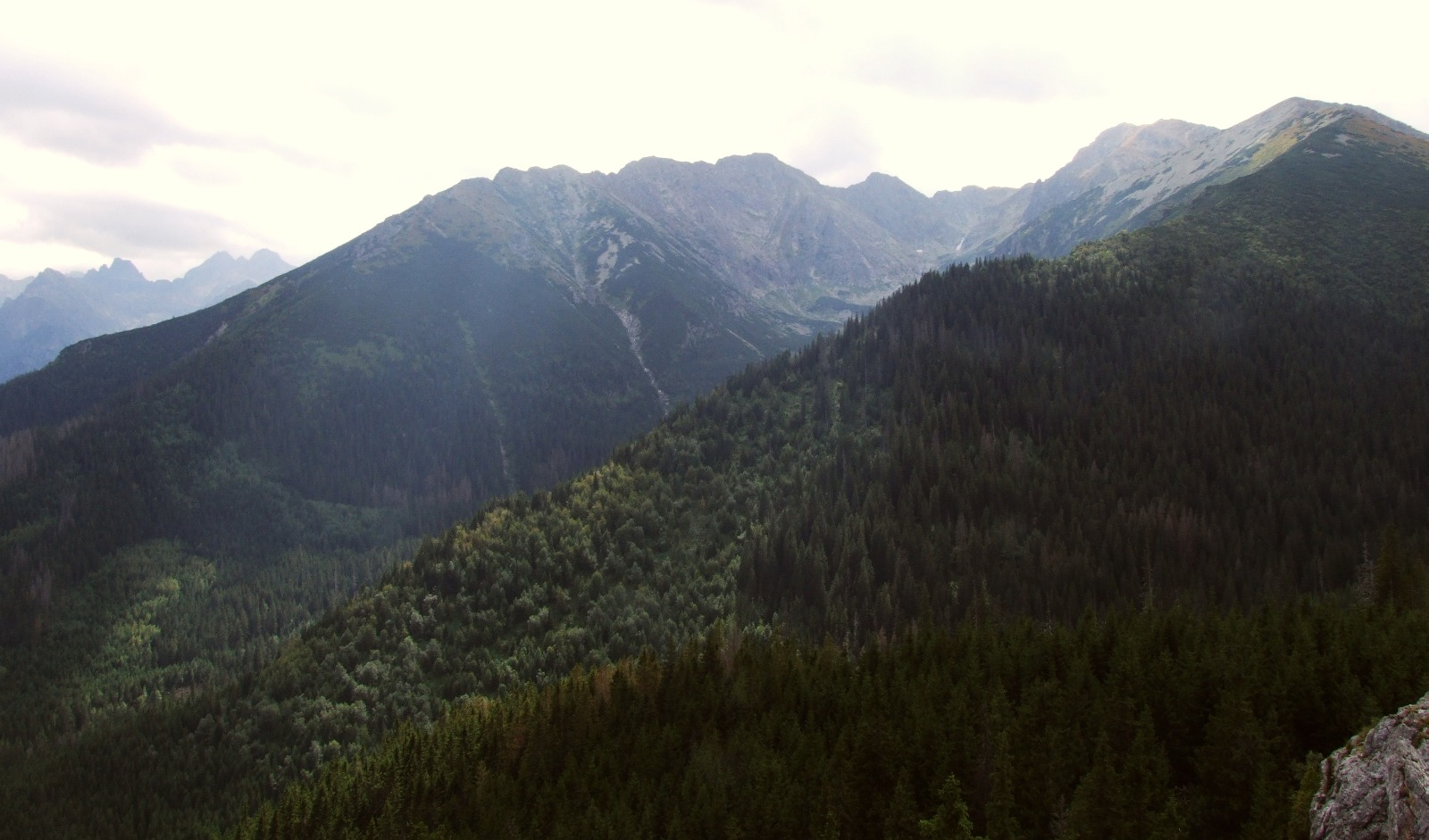
Masyw Wołoszyna z Gęsiej Szyi, Karbik to pierwsza przełęcz od lewej po kilku garbach Turni nad Dziadem